# ATC A14 – Szisztémás anabolikumok
Az ATC A14 – Szisztémás anabolikumok a gyógyszerek anatómiai, gyógyászati és kémiai osztályozási rendszerének (ATC) egyik alcsoportja.
| ATC A   | Tápcsatorna és anyagcsere                                                      |
| ------- | ------------------------------------------------------------------------------ |
| ATC A01 | Sztomatológiai készítmények                                                    |
| ATC A02 | Gyomorsavval kapcsolatos betegségek kezelésére szolgáló szerek                 |
| ATC A03 | Funkcionális emésztőszervi rendellenességek gyógyszerei                        |
| ATC A04 | Hányáscsillapítók és émelygés elleni szerek                                    |
| ATC A05 | Epe- és májterápia                                                             |
| ATC A06 | Hashajtók                                                                      |
| ATC A07 | Hasmenésgátlók és a bél gyulladásos / fertőzéses megbetegedéseinek gyógyszerei |
| ATC A08 | Fogyasztószerek a diétás készítmények kivételével                              |
| ATC A09 | Digesztívumok, beleértve az enzimeket                                          |
| ATC A10 | Antidiabetikus terápia                                                         |
| ATC A11 | Vitaminok                                                                      |
| ATC A12 | Ásványi sók                                                                    |
| ATC A13 | Roborálószerek                                                                 |
| ATC A14 | Szisztémás anabolikumok                                                        |
| ATC A15 | Étvágyjavítók                                                                  |
| ATC A16 | A tápcsatorna és az anyagcsere egyéb gyógyszerei                               |

## A14A 	Anabolikus szteroidok
Az anabolikus szteroidok olyan szintetikus úton előállított hormonok (javarészt a tesztoszteron származékai), melyek az emberi testben fokozzák a fehérjeszintézist (az aminosavak izomszövetbe történő beépülését). Ezen felül számos élettani hatással rendelkeznek.
Anabolikus szteroidokat legyengült emberek kezelésére alkalmaznak hagyományosan, mert nagyban segítik a felépülést.
Megkülönböztetünk alapvetően anabolikus, androgén, illetve anabolikus-androgén szteroidokat.
Az anabolikus szteroidok kevésbé férfiasító hatásúak, mint az androgének, izomépítő tulajdonságuk hangsúlyosabb. Az tisztán androgén szteroidok csak csekélyebb anabolikus hatással rendelkeznek általánosságban.
Fontos tulajdonságuk továbbá, hogy az izomszövetben anti-katabolikus (tehát az izomszövet lebontását megakadályozó) hatást válthatnak ki olyan módon, hogy közvetett úton befolyásolják  a kortizol hatását. A mellékvese glükokortikoid hormonjai az izomsejtekben pontosan ellentétes módon hatnak, mint az androgének, nevezetesen úgy, hogy a raktározott fehérjék lebontását indítják meg. Ez a folyamat maga a katabolizmus, melynek eredményeképpen az izomszövetek lebontása kezdődik meg. Izomgyarapodást tehát akkor tapasztalunk, ha a tesztoszteron anabolikus hatása erősebb, mint a kortizol lebontó tevékenysége.
Anabolikus szteroidok alkalmazása magasabb androgén koncentrációt eredményez, ami háttérbe szorítja a glükokortikoidokat. A hatásuk csökken, így kevesebb sejthez jut el az utasításuk, hogy bontsák le a fehérjéket, vagyis hosszú távon nagyobb mértékű lesz azok felhalmozódása.
A folyamat mögött az áll, hogy az androgének a glükokortikoidok helyére kötődnek a glükokortikoid receptorok kötőhelyein. In-vitro tanulmányok szerint a tesztoszteron nagy affinitást mutat ezekhez a receptorokhoz, ami alátámasztja a fentieket, bár a pontos mechanizmus még vita tárgyát képezi. Viszont egyértelmű, hogy a szteroidok alkalmazása gátolja a fehérjebontást még éhezés mellett is, ami egyértelműen antikatabolikus hatás.
A szteroidok alkalmazása növeli a kreatinszintézis ütemét is.  

### A14AA 	Androsztán származékok
A14AA01 Androstanolone
A14AA02 Stanozolol
A14AA03 Metandienone
A14AA04 Metenolone
A14AA05 Oxymetholone
A14AA06 Quinbolone
A14AA07 Prasterone
A14AA08 Oxandrolone
A14AA09 Norethandrolone

### A14AB 	Ösztron-származékok
A14AB01 Nandrolone
A14AB02 Ethylestrenol
A14AB03 Oxabolone cipionate